# Neustrie
Neustrie (latinsky Neustria či Neustrasia) byla v období 511–737 říše Franků v severozápadní části dnešní Francie mezi Loirou a Scheldou, které vládl rod Merovejců. Jejím centrem bylo město Soissons. Neustrie často vedla války se svým východním sousedem Austrasií, přičemž obě země byly také často spojeny v personální unii. Všichni její vládci z dynastie Merovejců používali titul král. Pojem Neustrie poprvé použil v 7. století benediktinský mnich Jonas de Bobbio, když popisoval západní království při rozdělení říše mezi Merovejci.

## Poloha
Neustrie se rozkládala na severozápadě dnešní Francie. Jižní hranici tvořila řeka Loira s Akvitánií. Na západě sousedila s Armorikou (Bretaní) a na východě tvořila řeka Šelda hranici s Austrasií. Na jihu a jihovýchodě hraničila s Burgundskem. Zahrnovala Normandii a občas i Akvitánii.

## Historie
Neustrie vznikla rozdělením Franské říše, které následovalo po smrti Chlodvíka I. v roce 511. Oblast kolem Soissons získal druhorozený Chlothar I., který otcovu říši postupně opět sjednotil. Ovšem po jeho smrti roku 561 došlo znovu k rozdělení říše mezi syny Chariberta I., Guntrama, Sigiberta I. a Chilpericha I. Posledně jmenovaný získal vládu v Neustrii. Po smrti svého bratra Chariberta I. v roce 567 a rozdělení jeho panství získal ještě území mezi Paříží a pobřežím a ovládl také Akvitánii. Bojoval rovněž proti svému bratrovi Sigibertovi, který vládl v Austrasii. V roce 584 byl Chilperich zavražděn a říše připadla jeho teprve čtyřměsíčnímu synovi Chlotharovi II.
V roce 613 po smrti Theudericha II., který vládl v Burgundsku, Chlotar II. porazil královnu Brunhildu a získal tak Austrasii. Připojil rovněž Akvitánii. Po jeho smrti v roce 629 vládl sjednocené říši jeho syn Dagobert I.
V roce 673 zemřel Chlotar III. a po jeho smrti Neustrie ztratila své postavení. Po sesazení majordoma Ebroina se králem stal Theuderich III. a Austrasie a Akvitánie získaly nezávislost. Theuderichův majordomus Berchaire byl poražen v roce 687 v bitvě u Tertry, malé vesničce v Pikardii Pipinem II., majordomem Austrasie. Tato porážka natrvalo zničila snahy Neustrie o nadvládu, neboť se stala vazalským státem Austrasie.
Merovejci vládli v Neustrii nepřetržitě do roku 737, kdy zemřel Theuderich IV. Ovšem jejich moc slábla. Poté zemi spravoval majordomus Karel Martel, který vládl celé Franské říši a po něm krátce v letech 741–743 jeho syn Pipin III. Krátký. Na místo krále byl pro oficiální formu dosazen loutkový panovník Childerich III., který vládl do roku 751 jako poslední král merovejské dynastie. Poté, co byl Pipin III. v Soissons korunován franským králem, vládli zemi Karlovci.
Jméno Neustrie se objevuje ve Verdunské smlouvě v roce 843, označuje však už jen západní část království, ze které vznikla Západofranská říše.
Smlouvou z Angers podepsanou v roce 851 mezi Západofranskou říší a Bretaní ztratila Neustrie území západně od Mayenne a Sélunu, které bylo připojeno ke království Bretaně.
V roce 861 Karel II. Holý reorganizoval obranu Neustrie vytvořením dvou marek, aby ubránil území před dvojí hrozbou z Bretaně a Normandie, ale v roce 867 byl nucen smlouvou v Compiègne uznat suverenitu Bretaně.
Neustrie je naposledy zmiňována v roce 911 ve smlouvě ze Saint-Clair-sur-Epte, když byla část území postoupena Vikingům a vznikla tak Northmannie neboli Normandie. Termín Neustrie zmizel definitivně společně s dynastií Karlovců a vznikem samostatných knížectví Anjou, Maine, Blois a Orléans.